# 산레모 음악제

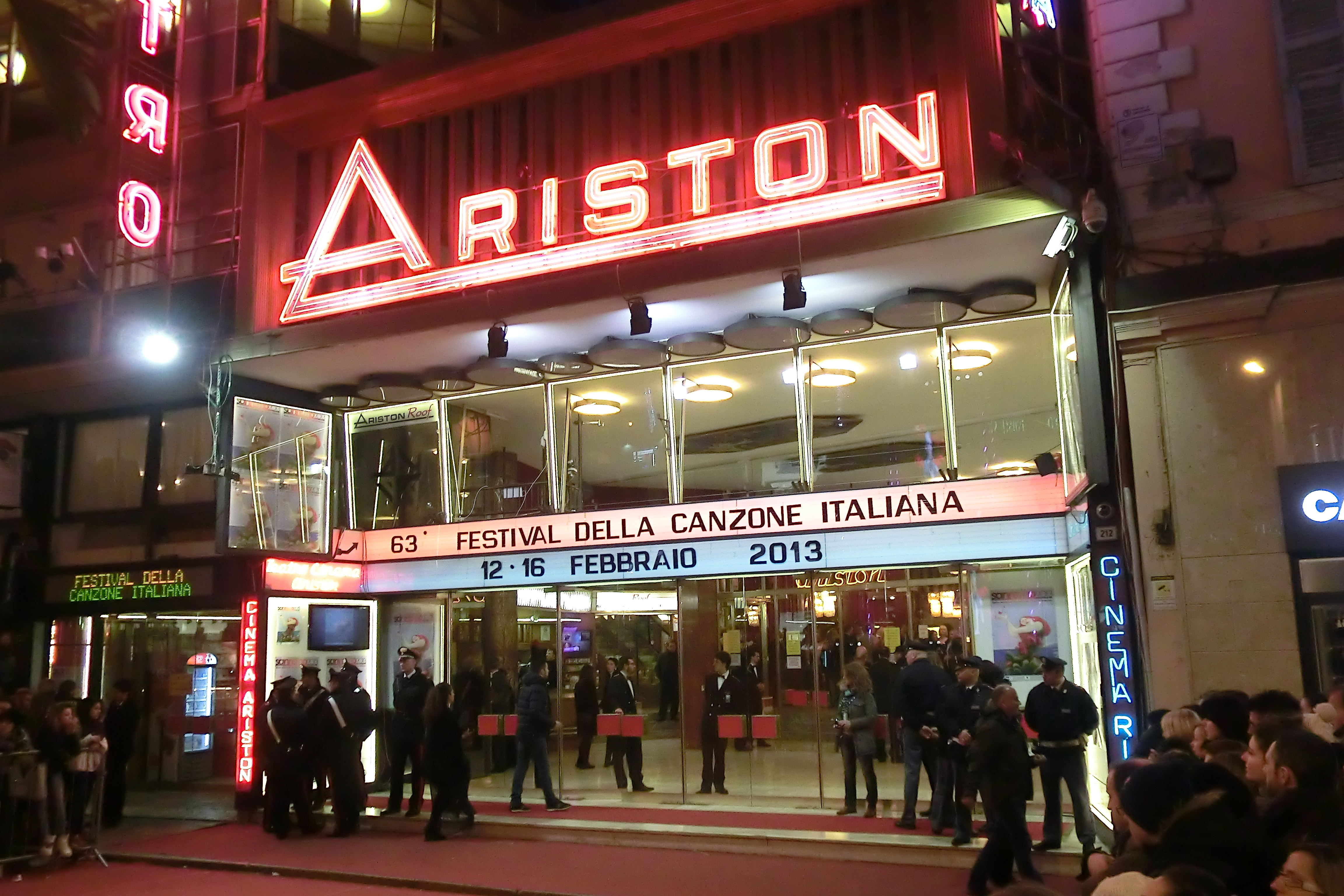

산레모 음악제(이탈리아어: Festival della Canzone Italiana di Sanremo)는 이탈리아의 음악 경연회이다.

## 역사
이탈리아는 제2차 세계 대전의 혼란이 수습된 후, 관광객 유치를 위하여 산레모 가요제를 개최하였다. 산레모는 이탈리아반도 서북단에 있는 항구 도시이며, 거기서부터 모나코, 니스 등 남프랑스의 해안이 계속되고 있다. 나폴리 가요제가 비록 오랜 전통이 있기는 하지만 사양길에 접어든 이즈음에는 산 레모가 일약 노래의 세계에서 각광을 받았다.
제1회 산레모 가요제가 개최된 것은 1951년이며, 이후 매년 1월 말에서 2월 초에 걸쳐 3일간 개최되고 있다. 산레모의 가요제에 소개된 가요곡 중 "알 디라", "보라레" 등은 널리 애창된 곡이다.

## 같이 보기
- 산레모
- 유로비전 송 콘테스트